# Кривонос Станіслав Григорович
Станісла́в Григо́рович Кривоно́с (27 червня 1979, с. Івангород Чернігівська область — 4 жовтня 2014, м. Донецьк) — молодший сержант 1-ї окремої танкової Сіверської бригади Збройних сил України, учасник російсько-української війни. Один із «кіборгів».

## Життєвий шлях
Народився 1979 року в селі Івангород (Ічнянський район, Чернігівська область). 1997 призваний на строкову військову службу до ЗСУ, після демобілізації працював трактористом у ТОВ «Берегиня» (Івангород Ічнянського району).
Призваний за мобілізацією 21 березня 2014-го, з вересня перебував у зоні бойових дій, механік-водій 6-ї роти 2-го танкового батальйону 1-ї окремої гвардійської танкової бригади.
Загинув у районі аеропорту Донецька — російські терористи підбили танк, який їхав в колоні приблизно за 2 кілометри від будівель Донецького аеропорту. Понад тиждень до танка не могли підійти, щоб вивезти останки. Тоді ж полягли Юрій Костюченко та Володимир Кунденко. Коли врешті змогли оглянути танк, екіпажу там не виявилося. Згодом українським військовикам удалося домовитися з терористами про передачу тіла.
19 листопада 2014-го рідні Станіслава Кривоноса отримали підтвердження за результатами експертизи ДНК.
Залишились дружина та донька 2004 р. н.
Похований з військовими почестями в Івангороді 16 січня 2015 року.

## Нагороди та вшанування
За особисту мужність і героїзм, виявлені у захисті державного суверенітету та територіальної цілісності України, вірність військовій присязі під час російсько-української війни, відзначений — нагороджений
- 15 травня 2015 року — орденом «За мужність» III ступеня (посмертно)[1]
- нагрудним знаком «За оборону Донецького аеропорту» (посмертно).
- На могилі Станіслава Кривоноса, коштом місцевого мецената, встановлено пам'ятник.
- 24 серпня 2015 року на фасаді Івангородської школи відкрито пам'ятну дошку героя.[2]
- В райцентрі Ічня щорічно проводяться спортивні змагання, турніри з волейболу та боксу, на честь загиблих в АТО земляків — Станіслава Кривоноса, Володимира Моісеєнка та Юрія Сороки[3].
- Його портрет розміщений на меморіалі «Стіна пам'яті полеглих за Україну» у Києві: секція 4, ряд 1, місце 37
- Вшановується 4 жовтня на щоденному церемоніалі вшанування українських захисників, які загинули цього дня в різні роки внаслідок російської збройної агресії[4]